# Flächennaturdenkmal Eisenhammer
Eisenhammer ist ein 3,2 Hektar großes Flächennaturdenkmal (ND 15) im Dresdner Stadtteil Dölzschen. Der bewaldete Hang an der westlichen Seite des Plauenschen Grundes ist nördlich der nach Freital führenden Tharandter Straße und des namensgebenden Eisenhammers im Plauenschen Grund.

## Geografie

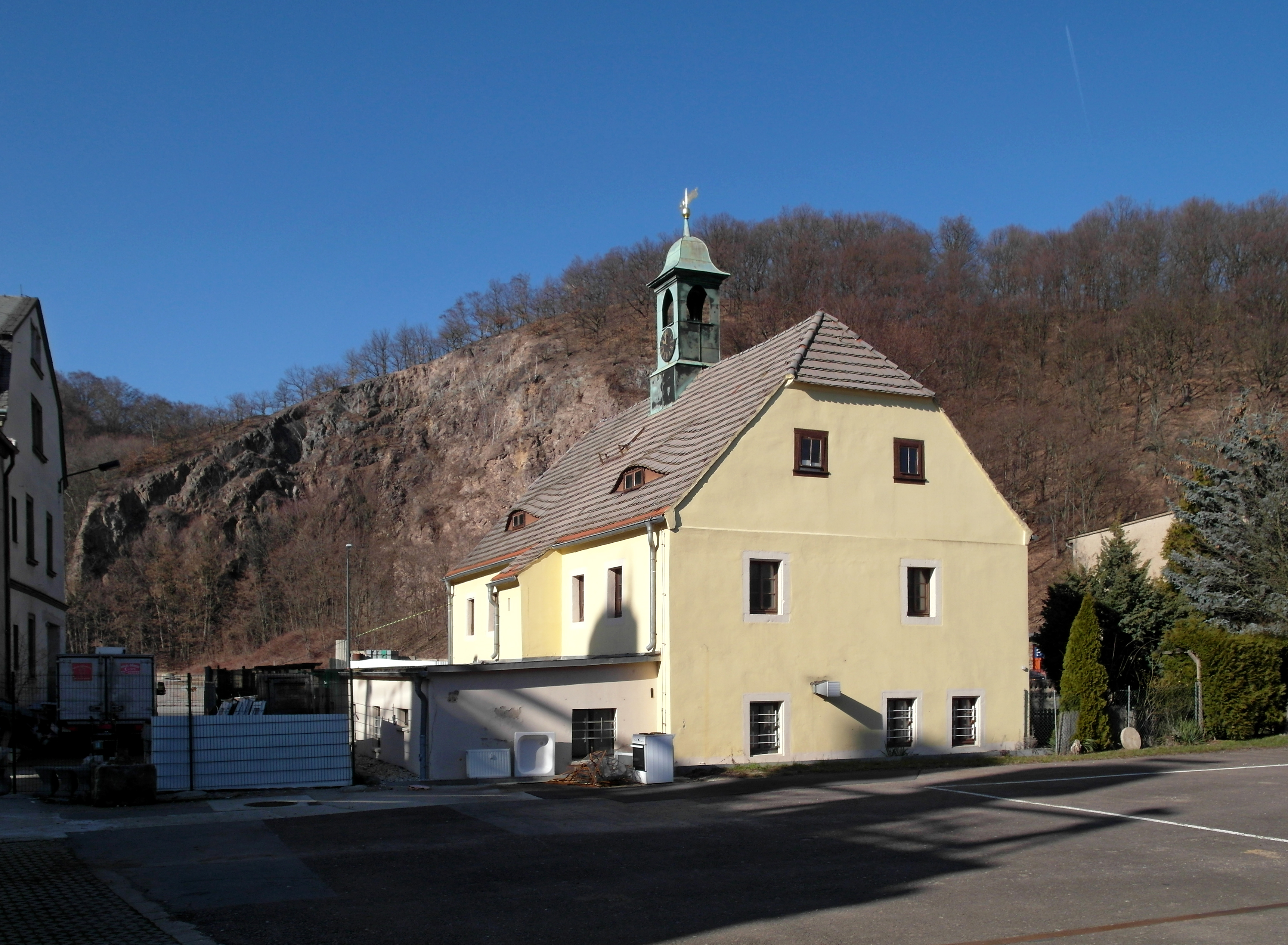
Hüttenschänke des Eisenhammers, im Hintergrund das Flächennaturdenkmal

Das Flächennaturdenkmal befindet sich im Dresdner Südwesten nahe der Stadtgrenze an einem Steinbruch. Es wird im Norden und Westen durch die Straße Steigerweg begrenzt. Ein großer Teil des Flächennaturdenkmals liegt im FFH-Gebiet Täler von Vereinigter und Wilder Weißeritz.
Aus geologischer Sicht verläuft am Flächennaturdenkmal die Grenze zwischen dem Andesit der Döhlener Senke und dem Monzonit des Meißner Massivs.

## Schutzgegenstand
Am 3. Januar 1985 fasste der Rat der Stadt Dresden einen Beschluss zur Unterschutzstellung von Naturdenkmalen. Dabei wurden im Stadtbezirk Dresden-West die Begerburg und der Eisenhammer in Dölzschen sowie die Elblachen bei Stetzsch als Flächennaturdenkmale ausgewiesen. Für den Eisenhammer wurde eine artenreiche Xerothermflora genannt. Beispielsweise gab es dort den größten Bestand der astlosen Graslilie (Anthericum liliago) im ostsächsischen, damaligen Bezirk Dresden sowie Vorkommen der deutschen Mispel (Mespilus germanica). Des Weiteren wachsen in dem Gebiet Stiel- und Traubeneiche, wobei es sich für beide Arten um einen Grenzstandort handelt, der zu eingeschränktem Wachstum führt. Außerhalb des Schutzgebiets ist am Fuße des Steinbruchs die Schmetterlingsart Spanische Flagge nachgewiesen.